# محمودآباد (درمیان)
محمود آباد روستایی در دهستان درمیان بخش مرکزی شهرستان درمیان استان خراسان جنوبی ایران است. بر پایه سرشماری عمومی نفوس و مسکن در سال ۱۳۹۰ جمعیت این روستا ۳۷ نفر (در ۱۰ خانوار) بوده‌است.